# Virginity
„Virginity” (jap. ヴァージニティー Vājinit) – piąty singel japońskiego zespołu NMB48, wydany w Japonii 8 sierpnia 2012 roku przez laugh out loud records.
Singel został wydany w czterech edycjach: trzech regularnych (Type A, Type B, Type C) oraz „teatralnej” (CD). Osiągnął 1 pozycję w rankingu Oricon i pozostał na liście przez 25 tygodni, sprzedał się w nakładzie 396 543 egzemplarzy. Singel zdobył status platynowej płyty.

## Lista utworów
Wszystkie utwory zostały napisane przez Yasushiego Akimoto.

### Type A
| CD | CD                                                                  | CD              | CD                   | CD      |
| Nr | Tytuł utworu                                                        | Kompozycja      | Aranżacja            | Długość |
| -- | ------------------------------------------------------------------- | --------------- | -------------------- | ------- |
| 1. | „Virginity” (jap. ヴァージニティー)                                 | Shunsuke Tanaka | Takeshi Masuda       | 4:14    |
| 2. | „Mōsō Girlfriend” (jap. 妄想ガールフレンド)                         | Haruyuki        | Seiji Mutō           | 3:45    |
| 3. | „Bokura no Regatta” (jap. 僕らのレガッタ) (wyk. Shirogumi)          | Nozomu Nakamura | Yūichi "Masa" Nonaka | 4:20    |
| 4. | „Mirukii no chapuchapu Type-A” (jap. みるきーのちゃぷちゃぷ Type-A) |                 |                      | 0:40    |
| 5. | „Virginity” (jap. ヴァージニティー) (off vocal ver.)                | Shunsuke Tanaka | Takeshi Masuda       | 4:14    |
| 6. | „Mōsō Girlfriend” (jap. 妄想ガールフレンド) (off vocal ver.)        | Haruyuki        | Seiji Mutō           | 3:45    |
| 7. | „Bokura no Regatta” (jap. 僕らのレガッタ) (off vocal ver.)          | Nozomu Nakamura | Yūichi "Masa" Nonaka | 4:20    |

| DVD | DVD                                                                            | DVD     |
| Nr  | Tytuł utworu                                                                   | Długość |
| --- | ------------------------------------------------------------------------------ | ------- |
| 1.  | „Virginity” (jap. ヴァージニティー) (Music Video)                              |         |
| 2.  | „Virginity” (jap. ヴァージニティー) (Music Video Dance Version)                |         |
| 3.  | „Mōsō Girlfriend” (jap. 妄想ガールフレンド) (Music Video)                      |         |
| 4.  | „Bokura no Regatta” (jap. 僕らのレガッタ) (Music Video)                        |         |
| 5.  | „Tokuten eizō „Oyasumi eizō (zenpen)”” (jap. 特典映像「おやすみ映像（前編）」) |         |

### Type B
| CD | CD                                                                  | CD              | CD             | CD      |
| Nr | Tytuł utworu                                                        | Kompozycja      | Aranżacja      | Długość |
| -- | ------------------------------------------------------------------- | --------------- | -------------- | ------- |
| 1. | „Virginity” (jap. ヴァージニティー)                                 | Shunsuke Tanaka | Takeshi Masuda | 4:14    |
| 2. | „Mōsō Girlfriend” (jap. 妄想ガールフレンド)                         | Haruyuki        | Seiji Mutō     | 3:45    |
| 3. | „Sonzai shitenai mono” (jap. 存在してないもの) (wyk. Akagumi)       | Yoshitaka Taira | Hiroshi Sasaki | 4:00    |
| 4. | „Mirukii no chapuchapu Type-B” (jap. みるきーのちゃぷちゃぷ Type-B) |                 |                |         |
| 5. | „Virginity” (jap. ヴァージニティー) (off vocal ver.)                | Shunsuke Tanaka | Takeshi Masuda | 4:14    |
| 6. | „Mōsō Girlfriend” (jap. 妄想ガールフレンド) (off vocal ver.)        | Haruyuki        | Seiji Mutō     | 3:45    |
| 7. | „Sonzai shitenai mono” (jap. 存在してないもの) (off vocal ver.)     | Yoshitaka Taira | Hiroshi Sasaki | 4:00    |

| DVD | DVD                                                                           | DVD     |
| Nr  | Tytuł utworu                                                                  | Długość |
| --- | ----------------------------------------------------------------------------- | ------- |
| 1.  | „Virginity” (jap. ヴァージニティー) (Music Video)                             |         |
| 2.  | „Virginity” (jap. ヴァージニティー) (Music Video Dance Version)               |         |
| 3.  | „Mōsō Girlfriend” (jap. 妄想ガールフレンド) (Music Video)                     |         |
| 4.  | „Sonzai shitenai mono” (jap. 存在してないもの) (Music Video)                  |         |
| 5.  | „Tokuten eizō „Oyasumi eizō (kōhen)”” (jap. 特典映像「おやすみ映像（後編）」) |         |

### Type C
| CD | CD                                                                          | CD              | CD             | CD      |
| Nr | Tytuł utworu                                                                | Kompozycja      | Aranżacja      | Długość |
| -- | --------------------------------------------------------------------------- | --------------- | -------------- | ------- |
| 1. | „Virginity” (jap. ヴァージニティー)                                         | Shunsuke Tanaka | Takeshi Masuda | 4:14    |
| 2. | „Mōsō Girlfriend” (jap. 妄想ガールフレンド)                                 | Haruyuki        | Seiji Mutō     | 3:45    |
| 3. | „Sunahama de Pistol” (jap. 砂浜でピストル) (wyk. Namba Teppoutai Sono Ichi) | cAnON.          | K3CP           | 4:05    |
| 4. | „Mirukii no chapuchapu Type-C” (jap. みるきーのちゃぷちゃぷ Type-C)         |                 |                |         |
| 5. | „Virginity” (jap. ヴァージニティー) (off vocal ver.)                        | Shunsuke Tanaka | Takeshi Masuda | 4:14    |
| 6. | „Mōsō Girlfriend” (jap. 妄想ガールフレンド) (off vocal ver.)                | Haruyuki        | Seiji Mutō     | 3:45    |
| 7. | „Sunahama de Pistol” (jap. 砂浜でピストル) (off vocal ver.)                 | cAnON.          | K3CP           | 4:05    |

| DVD | DVD                                                                      | DVD     |
| Nr  | Tytuł utworu                                                             | Długość |
| --- | ------------------------------------------------------------------------ | ------- |
| 1.  | „Virginity” (jap. ヴァージニティー) (Music Video)                        |         |
| 2.  | „Virginity” (jap. ヴァージニティー) (Music Video Dance Version)          |         |
| 3.  | „Mōsō Girlfriend” (jap. 妄想ガールフレンド) (Music Video)                |         |
| 4.  | „Sunahama de Pistol” (jap. 砂浜でピストル) (Music Video)                 |         |
| 5.  | „NMB feat. Yoshimoto shinkigeki Vol. 4” (jap. NMB feat.吉本新喜劇 Vol.4) |         |

### Wer. teatralna
| CD | CD                                                              | CD              | CD                   | CD      |
| Nr | Tytuł utworu                                                    | Kompozycja      | Aranżacja            | Długość |
| -- | --------------------------------------------------------------- | --------------- | -------------------- | ------- |
| 1. | „Virginity” (jap. ヴァージニティー)                             | Shunsuke Tanaka | Takeshi Masuda       | 4:14    |
| 2. | „Bokura no Regatta” (jap. 僕らのレガッタ) (wyk. Shirogumi)      | Nozomu Nakamura | Yūichi "Masa" Nonaka | 4:20    |
| 3. | „Sonzai shitenai mono” (jap. 存在してないもの) (wyk. Akagumi)   | Yoshitaka Taira | Hiroshi Sasaki       | 4:00    |
| 4. | „Chotto nekoze” (jap. ちょっと猫背)                             | Yūichi Ichikawa | Yūichi Ichikawa      |         |
| 5. | „Virginity” (jap. ヴァージニティー) (off vocal ver.)            | Shunsuke Tanaka | Takeshi Masuda       | 4:14    |
| 6. | „Bokura no Regatta” (jap. 僕らのレガッタ) (off vocal ver.)      | Nozomu Nakamura | Yūichi "Masa" Nonaka | 4:20    |
| 7. | „Sonzai shitenai mono” (jap. 存在してないもの) (off vocal ver.) | Yoshitaka Taira | Hiroshi Sasaki       | 4:00    |
| 8. | „Chotto nekoze” (jap. ちょっと猫背) (off vocal ver.)            | Yūichi Ichikawa | Yūichi Ichikawa      |         |

## Skład zespołu
| „Virginity” |
| --- |
| - Team N: Mayu Ogasawara, Kanako Kadowaki, Rika Kishino, Haruna Kinoshita, Riho Kotani, Kei Jōnishi, Miru Shiroma, Aina Fukumoto, Nana Yamada, Sayaka Yamamoto (środek), Akari Yoshida, Miyuki Watanabe - Team M: Eriko Jō, Airi Tanigawa - Kenkyūsei: Yūka Katō, Shū Yabushita |

| „Mōsō Girlfriend” |
| --- |
| - Team N: Mayu Ogasawara, Kanako Kadowaki, Rika Kishino, Haruna Kinoshita, Riho Kotani, Kei Jōnishi, Miru Shiroma, Aina Fukumoto, Nana Yamada, Sayaka Yamamoto, Akari Yoshida, Miyuki Watanabe (środek) - Team M: Eriko Jō, Airi Tanigawa - Kenkyūsei: Yūka Katō, Shū Yabushita |

| „Bokura no Regatta” |
| --- |
| - Team N: Rina Kondō, Kei Jōnishi, Nana Yamada, Sayaka Yamamoto (środek) - Team M: Rena Shimada, Eriko Jō, Mao Mita, Sae Murase - Kenkyūsei: Yuki Azuma, Hitomi Yamamoto, Rina Kushiro, Kanako Muro |

| „Sonzai shitenai mono” |
| --- |
| - Team N: Mayu Ogasawara, Kanna Shinohara, Aina Fukumoto, Yūki Yamaguchi, Akari Yoshida, Miyuki Watanabe (środek) - Team M: Ayaka Okita, Yui Takano, Natsumi Yamagishi - Kenkyūsei: Momoka Hayashi, Hono Akazawa, Tsubasa Yamauchi |

| „Sunahama de Pistol” |
| --- |
| - Team N: Riho Kotani (środek), Shiori Matsuda - Team M: Ayame Hikawa, Ayaka Murakami, Fūko Yagura, Keira Yogi - Kenkyūsei: Yūka Katō, Shū Yabushita |

| „Chotto nekoze” |
| --- |
| - Team M: Riona Ōta, Rena Kawakami (środek), Runa Fujita - Kenkyūsei: Arisa Koyanagi, Yūmi Ishida, Mizuki Uno, Narumi Koga, Sorai Satō, Hiromi Nakagawa, Rurina Nishizawa, Momoka Hayashi, Anri Ishizuka, Anna Ijiri, Mirei Ueda, Mako Umehara, Yūri Ōta, Emika Kamieda, Konomi Kusaka, Rina Kushiro, Hazuki Kurokawa, Saki Kōno, Rikako Kobayashi, Kano Sugimoto, Riko Takayama, Sora Tōgō, Riko Hisada, Arisa Miura, Kanako Muro, Tsubasa Yamauchi |

## Notowania
| Lista                             | Pozycja |
| --------------------------------- | ------- |
| Oricon Weekly Singles Chart       | 1       |
| Oricon Yearly Singles Chart       | 13      |
| Billboard Japan Hot 100           | 1       |
| Billboard Japan Top Singles Sales | 1       |